# تاداشي كومي
تاداشي كومي (باليابانية: 久米是志؛ بالكانا: くめ ただし) هو شخصية أعمال ياباني، ولد في 2 يناير 1932 في هيوغو في اليابان.